# Эрратические валуны

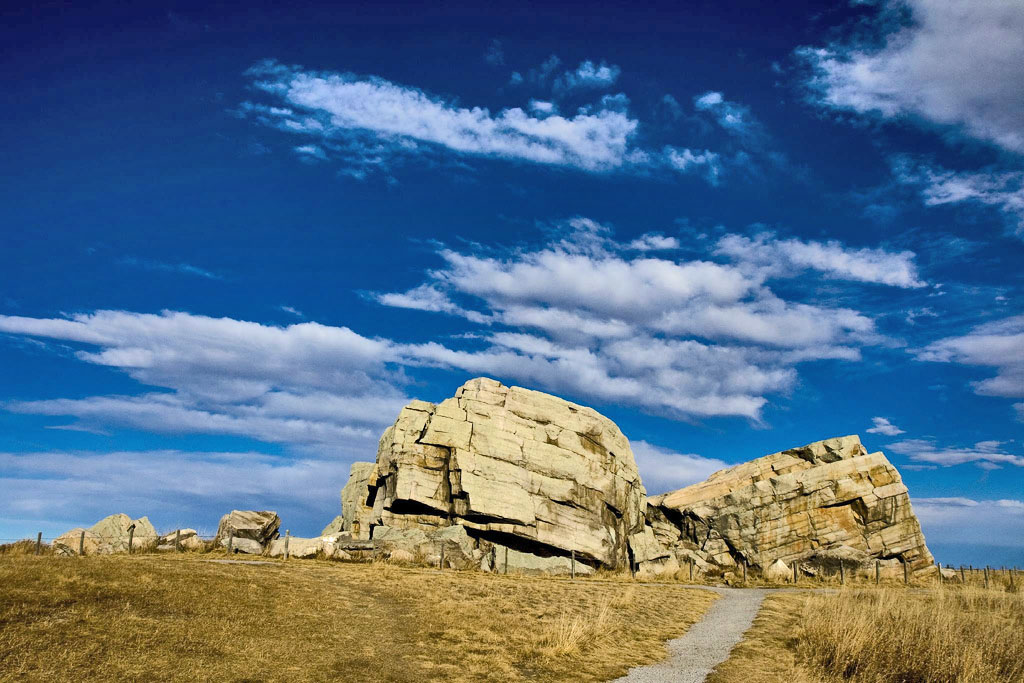
Одна из крупнейших эрратических глыб, Альберта. Кварцит >15 тыс. т.

Эрратические валуны, или ледниковые валуны, или ледниковая эрратика (от лат. erraticus — блуждающий) — общее название валунов, глыб, главным образом массивно-кристаллических, изверженных или сильно метаморфизованных горных пород, отличающихся по петрографическому составу от подстилающего субстрата.

## Происхождение

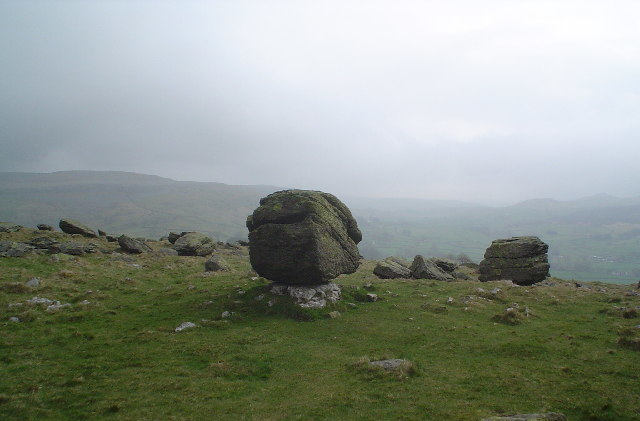
Поле ледниковой эрратики в Великобритании

Эрратические валуны переносились ледником или плавучим льдом, оторвавшимся от ледника (айсбергом), на значительные расстояния от коренных выходов материнских пород. Такой материал, в отличие от дропстоунов, как правило, хорошо или средне окатан. В случае айсбергового переноса и отложения такая эрратика, в сущности, относится к дропстоунам, однако принципиально отличается по происхождения (генезису) и, главное, климатическим условиям, от обломочного материала, переносимого морскими, а не глетчерными, льдами.
В древнеледниковых областях Северной Америки и Европы обнаружены эрратические глыбы объёмом более 1000 м³, а дальность их переноса может составлять до 1000 км, однако наиболее обычны эрратические валуны диаметра 1—2 м по длинным осям.

## Палеогеографическоеи практическое значение

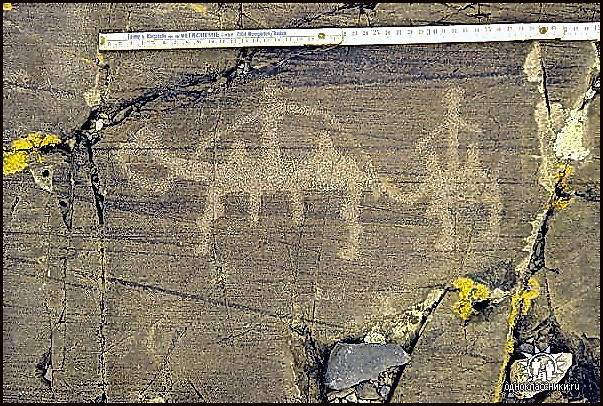
Отчётливо видны два направления ледниковой штриховки на экзарированной поверхности бараньего лба. Поверх нанесены позднескифские петроглифы.

Находки ледниковой и иной эрратики позволяют реконструировать центры древних оледенений. Кроме этого, по установленному конусу разноса эрратического материала, содержащего полезные ископаемые, можно установить их коренной источник (метод руководящих валунов).
Конус рассеивания валунов представляет собой в плане треугольник, обращённый вершиной к источнику тех материнских горных пород, из которых эти валуны образовались. Метод поиска полезных ископаемых по руководящим эрратическим валунам эффективен в равнинных, слабо расчленённых областях.
К эрратическому материалу в последние годы относят и дилювиально-эрратические глыбы, которые могут встречаться как изолированно, так и большими протяжёнными полями (дилювиальные бермы). Дилювиальный эрратический материал, в отличие от ледникового, совершенно неокатан, за исключением случаев, когда дилювиальные потоки вовлекают в движение валуны из разрушаемых ими морен. В таких случаях возможно обнаружить ледниковую штриховку и ледниковые шрамы и на поверхности дилювиально-эрратического обломочного материала. Иногда на обломках, сложенных кристаллическими породами, наблюдается т. н. десквамация (отшелушивание), которую некоторые ошибочно принимают за окатанность.